# بونتي سيرادا
بونتي سيرادا بلدية في ولاية سانتا كاتارينا في المنطقة الجنوبية من البرازيل.